# Altihoratosphaga nou
Altihoratosphaga nou är en insektsart som först beskrevs av Hemp, C. 2006.  Altihoratosphaga nou ingår i släktet Altihoratosphaga och familjen vårtbitare. Inga underarter finns listade i Catalogue of Life.